# Grille
Grille (нем. Grille — «сверчок»), официально Sturmpanzer 38(t) — немецкая самоходная артиллерийская установка класса самоходных гаубиц времён Второй мировой войны, лёгкая по массе, на шасси чехословацкого лёгкого танка PzKpfw 38(t), со 150-мм пехотным орудием sIG 33.
Была создана в 1942 году на базе устаревшего лёгкого танка Panzerkampfwagen 38(t) пражской фирмой BMM. Стимулом для появления этой САУ стала потребность вермахта в мобильной полевой артиллерии.
Sturmpanzer 38(t), официально — Geschützwagen 38(t) für s.IG.33/2 (Sf) или 15 cm s.IG.33/2 auf Panzerkampfwagen 38(t); по ведомственному рубрикатору министерства вооружений нацистской Германии самоходка обозначалась как Sd.Kfz. 138/1.

## История создания
Изначально предполагалось использовать для ходовой части САУ модифицированное шасси лёгкого танка Panzerkampfwagen 38(t) модификации M с расположением силовой установки в середине корпуса. Однако оно было ещё не готово и первая партия из 200 машин, включая прототип, была изготовлена на базе Panzerkampfwagen 38(t) Ausf. H с задним расположением моторного отделения (№№ в диапазоне 1950 — 2306). На шасси устанавливалась неподвижная рубка со 150-мм тяжёлым пехотным орудием s.IG.33. Выпуск этой модификации продолжался с февраля по июнь 1943 года. В октябре 1943 на том же шасси собрали ещё 10 установок (№№ 2630 — 2639). Шасси со средним расположением мотора дорабатывалось несколько месяцев, в результате чего прототип САУ варианта M с задним расположением боевого отделения появился только в ноябре 1943, а серийное производство началось в декабре (всего 180 установок, №№ в диапазоне 2851 — 3674), более удобным для обслуживания орудия и подачи боеприпасов с грунта и продолжалось до апреля 1945.  В дополнение к ним с января по май 1944 выпустили 102 бронированных подвозчика боеприпасов и 4 шасси для них (№№ в диапазоне 2851 — 3674), которые по сути были теми же САУ без вооружения, с заделанной броневым листом орудийной амбразурой в рубке. При необходимости прямо в полевых условиях пехотное орудие sIG.33/2 можно было установить на подвозчик боеприпасов, превратив его в полноценную САУ.
|       |                               | 1     | 2     | 3     | 4     | 5     | 6     | 7     | 8     | 9     | 10    | 11    | 12    | Всего |
| ----- | ----------------------------- | ----- | ----- | ----- | ----- | ----- | ----- | ----- | ----- | ----- | ----- | ----- | ----- | ----- |
| 1943  | 15 cm sIG 33/1 (Sfl.) Ausf. H |       | 25    | 40    | 52    | 52    | 31    |       |       |       | 10    |       |       | 210   |
| 1943  | 15 cm sIG 33/2 (Sfl.) Ausf. М |       |       |       |       |       |       |       |       |       |       | 1*    | 14    | 15    |
| 1943  | Всего                         | Всего | Всего | Всего | Всего | Всего | Всего | Всего | Всего | Всего | Всего | Всего | Всего | 225   |
| 1944  | 15 cm sIG 33/2 (Sfl.) Ausf. М | 20    | 18    | 30    | 15    | 21    | 18    | 14    | 2     | 10    |       |       |       | 148   |
| 1944  | Mun fahrzeuge Ausf. М         | 5     | 10    | 20    | 18    | 49    |       |       |       |       |       |       |       | 102   |
| 1944  | Всего                         | Всего | Всего | Всего | Всего | Всего | Всего | Всего | Всего | Всего | Всего | Всего | Всего | 250   |
| 1945  | 15 cm sIG 33/2 (Sfl.) Ausf. М |       | 14    | 3     |       |       |       |       |       |       |       |       |       | 17    |
| Итого | Итого                         | Итого | Итого | Итого | Итого | Итого | Итого | Итого | Итого | Итого | Итого | Итого | Итого | 492   |

*Прототип

## Конструкция
Корпус состоял из стальных тавровых профилей, к которым сваркой и заклёпками крепились бронелисты. Бронелисты прокатанные цементированные (гетерогенные). Толщина броневых листов лобовой части корпуса достигала 15, бортовой — 15, кормы — 12, днища — 10 мм. Борта рубки образованы слегка наклонёнными внутрь трапециевидными бронелистами, над моторным отделением монтировались ещё два трапециевидных бронелиста. В кормовой части открытой сверху рубки имелась двустворчатая бронированная дверца. Экипаж САУ из четырёх человек получил круговую защиту от огня стрелкового оружия, осколков снарядов и мин. В непогоду рубка сверху затягивалась брезентом, брезент крепился к металлическим дугам и бортам рубки. Как и на истребителях танков, ствол пушки САУ крепился в походном положении H-образным опорой-фиксатором, а казённик — хомутом.
Масса САУ, получившей обозначение «15 cm sIG 33 (Sfl.) auf Pz.Kpfw. 38(t) Ausf. H» или более короткое — «Sd.Kfz. 138/1», не превышала 10 800 кг — величина вполне сравнимая с массой истребителя танков.
Проходимость установки была удовлетворительной.

### Двигатель и трансмиссия
На танке использовался двигатель «Прага» ЕРА, шестицилиндровый, карбюраторный, рядный, жидкостного охлаждения мощностью 125 л. с. при 2200 об/мин.
Танк оснащался шестискоростной планетарной коробкой передач (пять скоростей вперёд и одна — назад) и многодисковым главным фрикционом сухого трения.

### Ходовая
В каждую гусеницу входили 93 одногребневых трака шириной 293 мм.

## Боевое применение
Впервые Grille были задействованы в боях на Курской дуге летом 1943 года. Наряду с их применением в качестве самоходных гаубиц для стрельбы с закрытых позиций нередко Sturmpanzer 38(t) использовали и для непосредственной поддержки пехоты огнём прямой наводкой.
Оценки
Несмотря на высокую огневую мощь, в целом машина оказалась малоудачной. Лёгкое и короткое шасси не было оптимальным для установки столь тяжёлой артиллерийской системы с большой отдачей. При ведении огня под небольшими углами возвышения САУ после каждого выстрела отпрыгивала назад (откуда и возникло прозвище «сверчок»), небольшим был возимый боекомплект (поэтому и потребовался специализированный транспортёр боеприпасов), надёжность оставляла также желать лучшего (следствие сильной отдачи при выстреле). Но за неимением иной альтернативы Grille сохранялась в серийном производстве до сентября 1944 года. Впоследствии также была сделана попытка установить s.IG.33 на базу лёгкого истребителя танков Jagdpanzer 38(t) «Хетцер», но, согласно данным историка Томаса Йенца, документального подтверждения серийного производства этой модели нет. Выпущенные САУ Grille воевали вплоть до конца войны.
До наших дней сохранилась одна машина Geschützwagen 38(t) für s.IG.33/2 (Sf), долгое время принадлежавшая музею Абердинского испытательного полигона армии США. С 2010 года она находится в Музее артиллерийской школы армии США (US ARMY ARTILLERY MUSEUM, Fort Sill, Lawton, Oklahoma).

## В массовой культуре

### Стендовый моделизм
В настоящее время Grille производится фирмами «Моделист» (Россия), «Драгон» (Китай), Ark Model (Россия) в масштабе 1:35, фирмой «UM» (Украина) в модификациях М и Н в масштабе 1:72.

### Компьютерные игры
Присутствует в играх серии «World of Tanks» как САУ 5 уровня в немецкой ветке развития. Так же он есть в игре Wild Tanks Online. 